# Министерство юстиции Грузии
Министерство юстиции Грузии отвечает за регулирование деятельности в системе правосудия, а также надзор за прокурорами, поддерживая правовую систему и общественный порядок, защиту населения и введения правовых реформ в Грузии. Министерство возглавляет с 1 апреля 2021 года Рати Брегадзе.

## История
Развитие судебной системы в Грузии восходит к эпохе, когда законодательные функции регулировались народным собранием и советом старейшин. В девятом-десятом веках, система была возложена на государственный орган, называемый дарбази (палата), которая включала духовенство, аристократию и горожан. Этот институт был ответственным за выдачу важных правовых документов, таких как Уголовное право, Закон Георгия V, Закон Королевского суда, а также перевод и адаптацию международных документов, таких как Закон Моисея, греческие и римско-сирийских законы и т. д. Одна из коллекций старинных документах сохранилась со времен царствования Вахтанга VI в начале 18 века. Коллекция называется книга Законов Вахтанга VI (опубликована в 1703—1709).
Книга содержит список государственных деятелей и описание их обязанностей, обследования и переписи населения, экономику, доходы, налоги и счета имущества и т. д. Обязанности берет на себя нынешний министр юстиции Грузии, которые также разделены между канцлером, главным бухгалтером и главным научным руководителем.
Несмотря на власть России над Грузией, грузинские законы продолжали действовать вплоть до начала XX века, когда какая-либо практика народной судебной системы была прекращена после советизации Грузии.
Первое Министерство юстиции независимой Грузинской республики было создано, когда Национальный Совет Грузии принял Акт о независимости Грузии 26 мая 1918, которая функционировала до присоединения Грузии к Советской России в 1921 году.

## Министры юстиции
- Джони Хецуриани (1990 — 1992 г.г.);
- Константин Кемулария (1992 — 1993 г.г.);
- Тедо Нинидзе (1993 — 1998 г.г.);
- Ладо Чантурия (1998 — 1999 г.г.);
- Джони Хецуриани (1999 — 2000 г.г.);
- Михаил Саакашвили (12 октября 2000 г. — 5 сентября 2001 г.);
- Роланд Гилигашвили (сентябрь 2001 г. — 15 сентября 2003 г.);
- Зураб Адеишвили (26 декабря 2003 г. — февраль 2004 г.);
- Георгий Папуашвили (17 февраля 2004 г. — январь 2005 г.);
- Константин Кемулария (18 февраля 2005 г. — 22 декабря 2005 г.);
- Гия Кавтарадзе (декабрь 2005 г. — август 2007 г.);
- Екатерина Ткешелашвили (август 2007 г. — январь 2008 г.);
- Ника Гварамия (31 января 2008 г. — октябрь 2008 г.);
- Зураб Адеишвили (3 ноября 2008 г. — 25 октября 2012 г.);
- Тея Цулукиани (25 октября 2012 г. — 1 октября 2020 г.);
- Гоча Лорткипанидзе[груз.] (с 24 декабря 2020 года).

## Структура
Министерство возглавляет министр с помощью трех своих заместителей министра. Министерство осуществляет свою деятельность в соответствии с решением, принятым Указом Президента № 541 от 7 ноября 2008 года. По состоянию на январь 2000 года министерство юстиции обрело наиболее важные компетенции, такие как руководство пенитенциарной системы и её организационного управления, функции общественного и гражданского регистра (с 2004 года), регулирование государственных архивов (с 2004 г.); организационное обеспечение эффективности руководящей системы, а также управление Государственной комиссии по урегулированию территориальной реформы и деятельности его рабочих групп (с 2006 г.).
Основными функциями Министерства являются защита государственных интересов в национальных и международных судах и трибуналах, определение стандартов активных нормативно-правовых актов, приведение законодательства Грузии в соответствии с международными стандартами, формирование Государственного реестра; регулировка процедур эмиграции и миграции; регулирование нотариальных функций, реестра общественного обслуживания, Реестра гражданской службы, поддержание государственного архива; исполнение судебных решений; представление интересов страны в Европейском суде по правам человека.